# Ruysdaelkade 7
Het gebouw Ruysdaelkade 7 bestaat uit een woning gelegen aan de Ruysdaelkade in De Pijp te Amsterdam-Zuid. De Ruysdaelkade is hier nog geen kade, maar een straat die naar de kade leidt.
Het gebouw werd neergezet naar een idee van architect IJme Gerardus Bijvoets uit 1876. Later werd de voorgevel van de begane grond aangepast in een ontwerp van Co Franswa. Het pand is een opvallende verschijning aan de Ruysdaelkade. Ruysdaelkade 3-5 is een woonblok en ook Ruysdaelkade 11-25 is een woonblok. Die beide complexen zijn gebouwd in de eclectische bouwstijl. De voorgevel van de begane grond van Ruysdaelkade 7 is door het ontwerp van Franswa gewijzigd in een specifieke stijl, te weten de Amsterdamse School. Die bouwstijl is ook toegepast aan de overkant Ruysdaelkade 2-4. Behalve de afwijkende stijl, wordt het pand gekenmerkt door een houten gevel op die begane grond. Opvallend was destijds (1927) ook de keus voor een inwendige garage, dus met garagedeuren.
De bovenetages hebben een uiterlijk dat veelal is toegepast in de wijk.